# Kuurne-Brussel-Kuurne 2014
De 66e editie van de wielerwedstrijd Kuurne-Brussel-Kuurne werd gehouden op 2 maart 2014. De start en finish vonden plaats in Kuurne. De wedstrijd maakte deel uit van de UCI Europe Tour 2014, in de categorie 1.1. Tom Boonen won deze editie.

## Hellingen
| - Edelareberg - La Houppe - Kanarieberg | - Oude Kruisens - Oude Kwaremont - Côte de Trieu | - Tiegemberg - Holstraat - Nokereberg |

## Deelnemende ploegen
| WorldTour               | ProContinentaal              | Continentaal                  |
| ----------------------- | ---------------------------- | ----------------------------- |
| Lotto-Belisol           | Topsport Vlaanderen-Baloise  | An Post-Chainreaction         |
| Omega Pharma-Quick-Step | Wanty-Groupe Gobert          | Wallonie-Bruxelles            |
| AG2R-La Mondiale        | Androni Giocattoli           | Roubaix Lille Métropole       |
| Belkin Pro Cycling      | Bretagne-Séché Environnement | Vastgoedservice Golden Palace |
| BMC Racing Team         | CCC Polsat Polkowice         | Team 3M                       |
| Europcar                | Cofidis                      | Veranclassic-Doltcini         |
| FDJ.fr                  | IAM Cycling                  |                               |
| Garmin-Sharp            | NetApp-Endura                |                               |
| Giant-Shimano           |                              |                               |
| Katjoesja               |                              |                               |
| Sky ProCycling          |                              |                               |

## Verloop
Tijdens de openingsfase ontstond er een vlucht van vier man. Deze vluchtersgroep bestond naast de Nederlander Michael Vingerling uit de Rus Vladimir Isajtsjev, de Zwitser Silvan Dillier en de Est Gert Jõeäär. Het kwartet reed een maximale voorsprong van 3'47" bij elkaar.
Op initiatief van Belkin Pro Cycling spleet het peloton in verschillende groepen uiteen. Vingerling werd als eerste van de vluchters bijgehaald. Een groep van ongeveer tien renners slaagden erin om tot de koplopers te komen en hen achter te laten. Hierdoor ontstond een nieuwe kopgroep met Tom Boonen, Nikolas Maes, Matteo Trentin, Stijn Vandenbergh, Guillaume Van Keirsbulck, Sep Vanmarcke, Maarten Wynants, Moreno Hofland, Johan Vansummeren en Yves Lampaert. De voorsprong groeide al snel tot een minuut, waarna Lotto-Belisol, Katjoesja en Sky gedwongen werden tot achtervolgen. Doordat de kopgroep goed samenwerkte, bleef de voorsprong lang rond de minuut.
Bij het ingaan van de laatste ronde was het peloton er niet in geslaagd de voorsprong kleiner te maken. De kopgroep bleef lang bij elkaar. Een aanval van Wynants op 3,5 kilometer van de finish was onsuccesvol en ook een poging van Vandenbergh werd onschadelijk gemaakt. In de slotkilometer deed Vansummeren nog een laatste poging, zonder succes. Hofland koos in de sprint slim het wiel van Boonen, maar slaagde er niet in hem te passeren. Boonen boekte daardoor zijn derde zege in Kuurne.

## Rituitslag
| Kuurne-Brussel-Kuurne 2014 |                             |                             |          |
| Plaats                     | Naam                        | Ploeg                       | Tijd     |
| Winnaar                    | Tom Boonen                  | Omega Pharma-Quick-Step     | 4u28'55" |
| 2                          | Moreno Hofland              | Belkin Pro Cycling          | z.t.     |
| 3                          | Sep Vanmarcke               | Belkin Pro Cycling          | z.t.     |
| 4                          | Yves Lampaert               | Topsport Vlaanderen-Baloise | z.t.     |
| 5                          | Stijn Vandenbergh           | Omega Pharma-Quick-Step     | z.t.     |
| 6                          | Maarten Wynants             | Belkin Pro Cycling          | z.t.     |
| 7                          | Guillaume Van Keirsbulck    | Omega Pharma-Quick-Step     | + 2"     |
| 8                          | Nikolas Maes                | Omega Pharma-Quick-Step     | z.t.     |
| 9                          | Matteo Trentin              | Omega Pharma-Quick-Step     | + 4"     |
| 10                         | Johan Vansummeren           | Garmin-Sharp                | z.t.     |
| 11                         | Alexander Kristoff          | Katjoesja                   | + 1'24"  |
| 12                         | Heinrich Haussler           | IAM Cycling                 | z.t.     |
| 13                         | Baptiste Planckaert         | Roubaix Lille Métropole     | z.t.     |
| 14                         | André Greipel               | Lotto-Belisol               | z.t.     |
| 15                         | Paul Voss                   | NetApp-Endura               | z.t.     |
| 16                         | Olivier Chevalier           | Wallonie-Bruxelles          | z.t.     |
| 17                         | Reinardt Janse van Rensburg | Giant-Shimano               | z.t.     |
| 18                         | Jawhen Hoetarovitsj         | AG2R-La Mondiale            | z.t.     |
| 19                         | Maxime Vantomme             | Roubaix Lille Métropole     | z.t.     |
| 20                         | James Vanlandschoot         | Wanty-Groupe Gobert         | z.t.     |

1945 · 1946 · 1947 · 1948 · 1949 · 1950 · 1951 · 1952 · 1953 · 1954 · 1955 · 1956 · 1957 · 1958 · 1959 · 1960 · 1961 · 1962 · 1963 · 1964 · 1965 · 1966 · 1967 · 1968 · 1969 · 1970 · 1971 · 1972 · 1973 · 1974 · 1975 · 1976 · 1977 · 1978 · 1979 · 1980 · 1981 · 1982 · 1983 · 1984 · 1985 · 1986 · 1987 · 1988 · 1989 · 1990 · 1991 · 1992 · 1993 · 1994 · 1995 · 1996 · 1997 · 1998 · 1999 · 2000 · 2001 · 2002 · 2003 · 2004 · 2005 · 2006 · 2007 · 2008 · 2009 · 2010 · 2011 · 2012 · 2013 · 2014 · 2015 · 2016 · 2017 · 2018 · 2019 · 2020 · 2021 · 2022 · 2023 · 2024 · 2025
Lijst van beklimmingen
Etappewedstrijden

 Ster van Bessèges ·
 Ronde van de Middellandse Zee ·
 Ruta del Sol ·
 Ronde van de Algarve ·
 Ronde van de Haut-Var ·
 Driedaagse van West-Vlaanderen ·
 Internationale Wielerweek ·
 Internationaal Wegcriterium ·
 Driedaagse van De Panne-Koksijde ·
 Ronde van de Sarthe ·
 Ronde van Trentino ·
 Ronde van Turkije ·
 Vierdaagse van Duinkerke ·
 Ronde van Azerbeidzjan ·
 Szlakiem Grodów Piastowskich ·
 Ronde van Castilië en León ·
 Ronde van Picardië ·
 Ronde van Noorwegen ·
 World Ports Classic ·
 Ronde van Beieren ·
 Ronde van België ·
 Tour des Fjords ·
 Ronde van Estland ·
 Ronde van Luxemburg ·
 Boucles de la Mayenne ·
 Ster ZLM Toer ·
 Ronde van Slovenië ·
 Route du Sud ·
 Ronde van Oostenrijk ·
 Sibiu Cycling Tour ·
 Ronde van Wallonië ·
 Ronde van Portugal ·
 Ronde van Denemarken ·
 Ronde van de Ain ·
 Ronde van Burgos ·
 Arctic Race of Norway ·
 Ronde van de Limousin ·
 Ronde van Poitou-Charentes ·
 Ronde van Groot-Brittannië ·
 Ronde van Gévaudan Languedoc-Roussillon ·
 Eurométropole Tour
Eendaagse wedstrijden

 GP La Marseillaise ·
 Grote Prijs van de Etruskische Kust ·
 Trofeo Palma ·
 Trofeo Ses Salines ·
 Trofeo Serra de Tramuntana ·
 Trofeo Platja de Muro ·
 Trofeo Laigueglia ·
 Ronde van Murcia ·
 Omloop Het Nieuwsblad ·
 Classic Sud Ardèche ·
 GP Lugano ·
 Clásica de Almería ·
 Kuurne-Brussel-Kuurne ·
 La Drôme Classic ·
 Le Samyn ·
 GP Città di Camaiore ·
 Strade Bianche ·
 Roma Maxima ·
 Ronde van Drenthe ·
 Dwars door Drenthe ·
 Nokere Koerse ·
 GP Nobili Rubinetterie ·
 Handzame Classic ·
 Classic Loire-Atlantique ·
 Grote Prijs van Cholet-Pays de Loire ·
 Dwars door Vlaanderen ·
 Route Adélie de Vitré ·
 Volta Limburg Classic ·
 Grote Prijs Miguel Indurain ·
 Ronde van La Rioja ·
 Scheldeprijs ·
 GP Cerami ·
 Klasika Primavera ·
 Parijs-Camembert ·
 Brabantse Pijl ·
 GP Denain ·
 Ronde van de Finistère ·
 Tro Bro Léon ·
 Ronde van Keulen ·
 La Roue Tourangelle ·
 Rund um den Finanzplatz Eschborn-Frankfurt ·
 Ronde van de Somme ·
 ProRace Berlin ·
 Grote Prijs van Plumelec ·
 Boucles de l'Aulne ·
 Ronde van Zeeland Seaports ·
 GP Kanton Aargau ·
 Ronde van Limburg ·
 Ronde van de Apennijnen ·
 Halle-Ingooigem ·
 Prueba Villafranca de Ordizia ·
 GP Industria & Artigianato-Larciano ·
 Ronde van Toscane ·
 Circuito de Getxo ·
 Polynormande ·
 RideLondon Classic ·
 GP Stad Zottegem ·
 Arnhem-Veenendaal Classic ·
 Châteauroux Classic de l'Indre ·
 Druivenkoers Overijse ·
 Brussels Cycling Classic ·
 GP Fourmies ·
 Ronde van de Doubs ·
 GP Jef Scherens ·
 Coppa Bernocchi ·
 GP van Wallonië ·
 Coppa Agostoni ·
 Ronde van de Drie Valleien ·
 Kampioenschap van Vlaanderen ·
 Grote Prijs Impanis-Van Petegem ·
 Memorial Marco Pantani ·
 GP Industria & Commercio di Prato ·
 GP van Isbergues ·
 Omloop van het Houtland ·
 Duo Normand ·
 Milaan-Turijn ·
 Ronde van het Münsterland ·
 Ronde van de Vendée ·
 Memorial Frank Vandenbroucke ·
 Coppa Sabatini ·
 Parijs-Bourges ·
 Ronde van Emilia ·
 Parijs-Tours ·
 GP Beghelli ·
 Nationale Sluitingsprijs ·
 Chrono des Nations